# Toni Meinhardt
Toni Meinhardt (* 8. Juli 1979) ist ein ehemaliger deutscher Footballspieler.

## Laufbahn
Der aus Dresden stammende Meinhardt spielte ab dem Jahr 2000 bei den Hamburg Blue Devils und kam als Wide Receiver zum Einsatz. 2001, 2002 und 2003 wurde er mit Hamburg deutscher Meister. Nach dem Ende des Spieljahres 2006 beendete er zunächst seine Karriere, entschied sich im Frühjahr 2007 aber, noch eine Saison beim Hamburger Erstligisten zu bleiben. Zu seinen Mannschaftskollegen bei den Blauen Teufeln gehörte sein Bruder Rico, sein Vater Horst war Eisschnellläufer, später dann Athletiktrainer der Dresden Monarchs und der Hamburg Blue Devils. Beruflich wurde Meinhardt als Betreiber einer Zeitarbeitsfirma tätig.